# Borussia Verein für Leibesübungen 1900 Mönchengladbach 1964-1965
Questa voce raccoglie le informazioni riguardanti il Borussia Mönchengladbach nelle competizioni ufficiali della stagione 1964-1965.

## Stagione
Il Borussia Mönchengladbach  si classificò al 1º posto in Regionalliga con un totale di 23 vittorie, 6 pareggi e 5 sconfitte, conquistando il diritto di andare agli spareggi per la promozione in Bundesliga. Nel girone di spareggio, composto da SSV Reutlingen, Holstein Kiel e VfR Wormatia Worms, si classificò nuovamente al primo posto con 3 vittorie, 2 pareggi e una sconfitta, conquistando quindi la promozione.
Il capocannoniere della squadra fu Bernd Rupp con 24 gol.

## Rosa
| N. |                           | Ruolo | Calciatore        |
| -- | ------------------------- | ----- | ----------------- |
|    | Germania Ovest (bandiera) | P     | Rudolf Krätschmer |
|    | Germania Ovest (bandiera) | P     | Manfred Orzessek  |
|    | Germania Ovest (bandiera) | D     | Arno Ernst        |
|    | Germania Ovest (bandiera) | D     | Uwe Blotenberg    |
|    | Germania Ovest (bandiera) | D     | Albert Jansen     |
|    | Germania Ovest (bandiera) | D     | Heinz Lowin       |
|    | Germania Ovest (bandiera) | D     | Rudolf Pöggeler   |
|    | Germania Ovest (bandiera) | D     | Siegmar Gollers   |
|    | Germania Ovest (bandiera) | D     | Walter Wimmer     |
|    | Germania Ovest (bandiera) | D     | Gerd Schommen     |

| N. |                           | Ruolo | Calciatore           |
| -- | ------------------------- | ----- | -------------------- |
|    | Germania Ovest (bandiera) | C     | Hans Otto Kulick     |
|    | Germania Ovest (bandiera) | C     | Heinz Crawatzo       |
|    | Germania Ovest (bandiera) | C     | Egon Milder          |
|    | Germania Ovest (bandiera) | C     | Werner Waddey        |
|    | Germania Ovest (bandiera) | C     | Günter Netzer        |
|    | Germania Ovest (bandiera) | C     | Heinz-Willi Raßmanns |
|    | Germania Ovest (bandiera) | A     | Werner Weigel        |
|    | Germania Ovest (bandiera) | A     | Jupp Heynckes        |
|    | Germania Ovest (bandiera) | A     | Herbert Laumen       |
|    | Germania Ovest (bandiera) | A     | Bernd Rupp           |

## Statistiche

### Statistiche dei giocatori
| Giocatore      | Regionalliga Ovest | Regionalliga Ovest |
| Giocatore      | Presenze           | Reti               |
| -------------- | ------------------ | ------------------ |
| R. Krätschmer  | 2                  | -?                 |
| M. Orzessek    | 32                 | -?                 |
| A. Ernst       | 33                 | 0                  |
| U. Blotenberg  | 0                  | 0                  |
| A. Jansen      | 33                 | 0                  |
| H. Lowin       | 31                 | 1                  |
| R. Pöggeler    | 23                 | 4                  |
| S. Gollers     | 0                  | 0                  |
| W. Wimmer      | 30                 | 1                  |
| G. Schommen    | 3                  | 0                  |
| H.O. Kulick    | 0                  | 0                  |
| H. Crawatzo    | 30                 | 2                  |
| E. Milder      | 31                 | 7                  |
| W. Waddey      | 34                 | 7                  |
| G. Netzer      | 32                 | 17                 |
| H.W.. Raßmanns | 5                  | 0                  |
| W. Weigel      | 0                  | 0                  |
| J. Heynckes    | 25                 | 23                 |
| H. Laumen      | 26                 | 6                  |
| B. Rupp        | 34                 | 24                 |